# Abdirahman Mohamud Farole
Abdirahman Mohamud Farole (ur. 6 czerwca 1945) – somalijski polityk z Puntlandu, prezydent Puntlandu od 8 stycznia 2009 do 8 stycznia 2014.

## Życiorys
Abdirahman Mohamud Farole urodził się w 1945 w somalijskim regionie Nugaal. Jest absolwentem Somalijskiego Uniwersytetu Narodowego, University of New York at Albany w USA oraz Międzynarodowego Instytutu Statystycznego w Bejrucie. Po studiach pracował jako menedżer w somalijskich miastach Hargejsa i Berbera, a także był menedżerem Działu Międzynarodowego Banku Centralnego Somalii. W latach 1970–1986 zajmował stanowisko dyrektora generalnego w Commercial & Savings Bank.
W latach 90. XX w. zajmował stanowisko gubernatora regionu Nugaal pod administracją ONZ oraz ministra finansów Puntlandu w czasie prezydentury Abdullahiego Yusufa. W okresie władzy prezydenta Herisiego (2005–2009) pozostawał w opozycji do jego rządu. W latach 2006–2008 odbywał studia doktoranckie na La Trobe University w Melbourne w Australii. Do Puntlandu wrócił w listopadzie 2008.
8 stycznia 2009 Farole w trzeciej rundzie głosowania został wybrany przez puntlandzki parlament prezydentem Puntlandu, otrzymując 49 z 66 głosów. W głosowaniu uczestniczył jako obserwator m.in. pierwszy prezydent Puntlandu i były prezydent Somalii Abdullahi Yusuf.
Farole w swoim przemówieniu inauguracyjnym zapowiedział walkę z piractwem oraz poprawę bezpieczeństwa w regionie. Swoim mottem uczynił hasło: "Pokój, Sprawiedliwość i Rozwój". Zapowiedział, że Puntland nie ogłosi nigdy niepodległości i zawsze będzie popierał ustanowienie rządu narodowego w Mogadiszu.
17 stycznia 2009 prezydent Farole ogłosił skład swojego gabinetu, złożonego z 16 ministrów. Po upłynięciu pierwszej kadencji przegrał pośrednie wybory prezydenckie z Abdiwelim Mohamedem Alim, byłym premierem Somalii.